# Tornadizos de Ávila (kommunhuvudort)
Tornadizos de Ávila är en kommunhuvudort i Spanien.   Den ligger i provinsen Provincia de Ávila och regionen Kastilien och Leon, i den centrala delen av landet, 80 km väster om huvudstaden Madrid. Tornadizos de Ávila ligger 1 185 meter över havet och antalet invånare är 367.
Terrängen runt Tornadizos de Ávila är kuperad åt sydost, men åt nordväst är den platt. Runt Tornadizos de Ávila är det glesbefolkat, med 8 invånare per kvadratkilometer. Närmaste större samhälle är Ávila, 7,9 km väster om Tornadizos de Ávila. Trakten runt Tornadizos de Ávila består i huvudsak av gräsmarker.